# Torre del Reloj (Caminha)
La torre del Reloj, antiguamente llamada puerta de Viana (en portugués, porta de Viana), es un edificio de Caminha, en el distrito de Viana do Castelo, Portugal. Es la única torre sobreviviente de las tres que formaron las entradas del castillo de Caminha. Es monumento nacional desde 1951.
En el siglo XVII se colocó el reloj, fundido en 1610.